# Isoetes gardneriana
Isoetes gardneriana là một loài dương xỉ trong họ Isoetaceae. Loài này được Kunze ex Mett. mô tả khoa học đầu tiên năm 1859.